# عمارة إسلامية

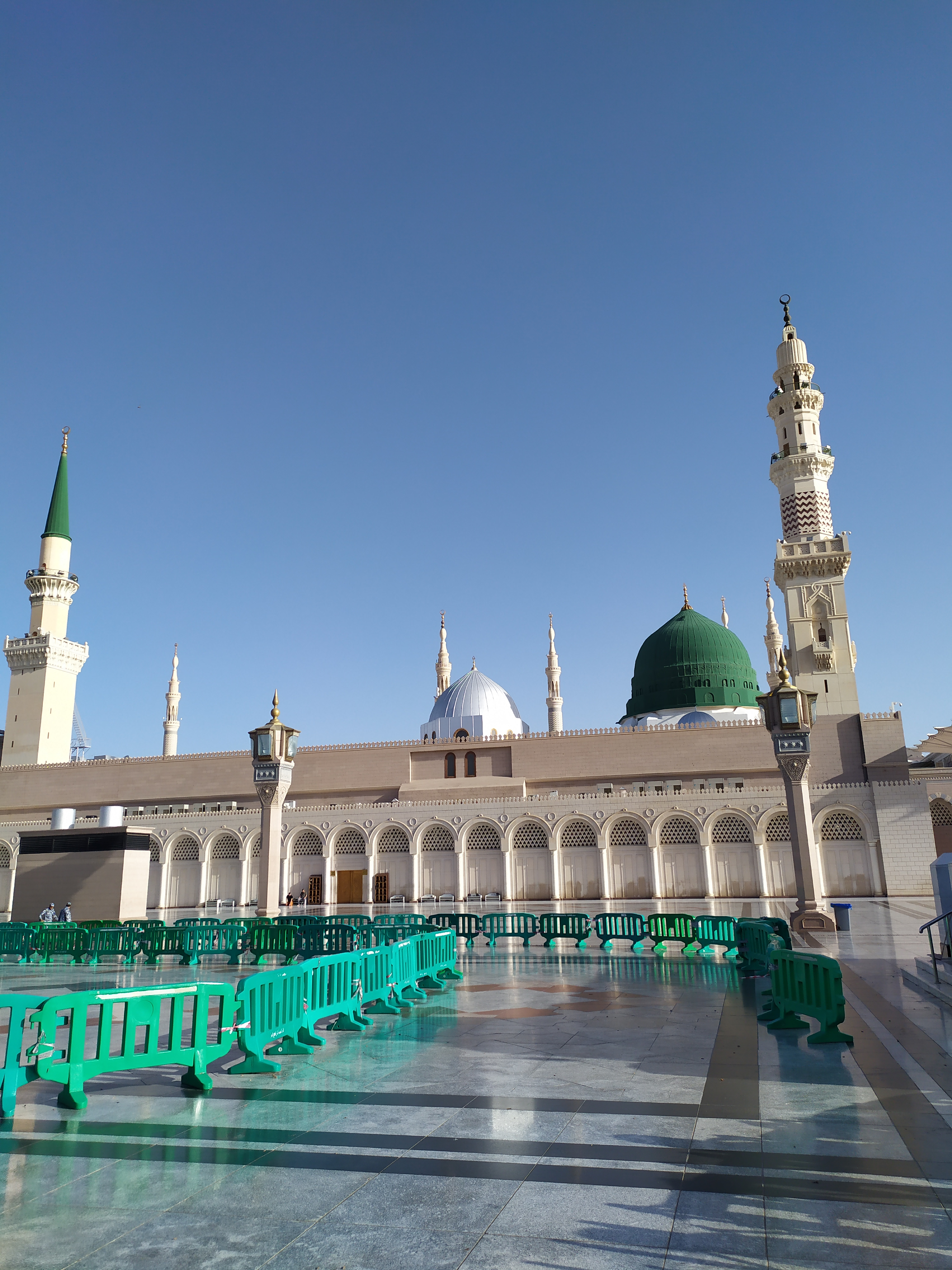
المسجد النبوي في المدينة المنورة

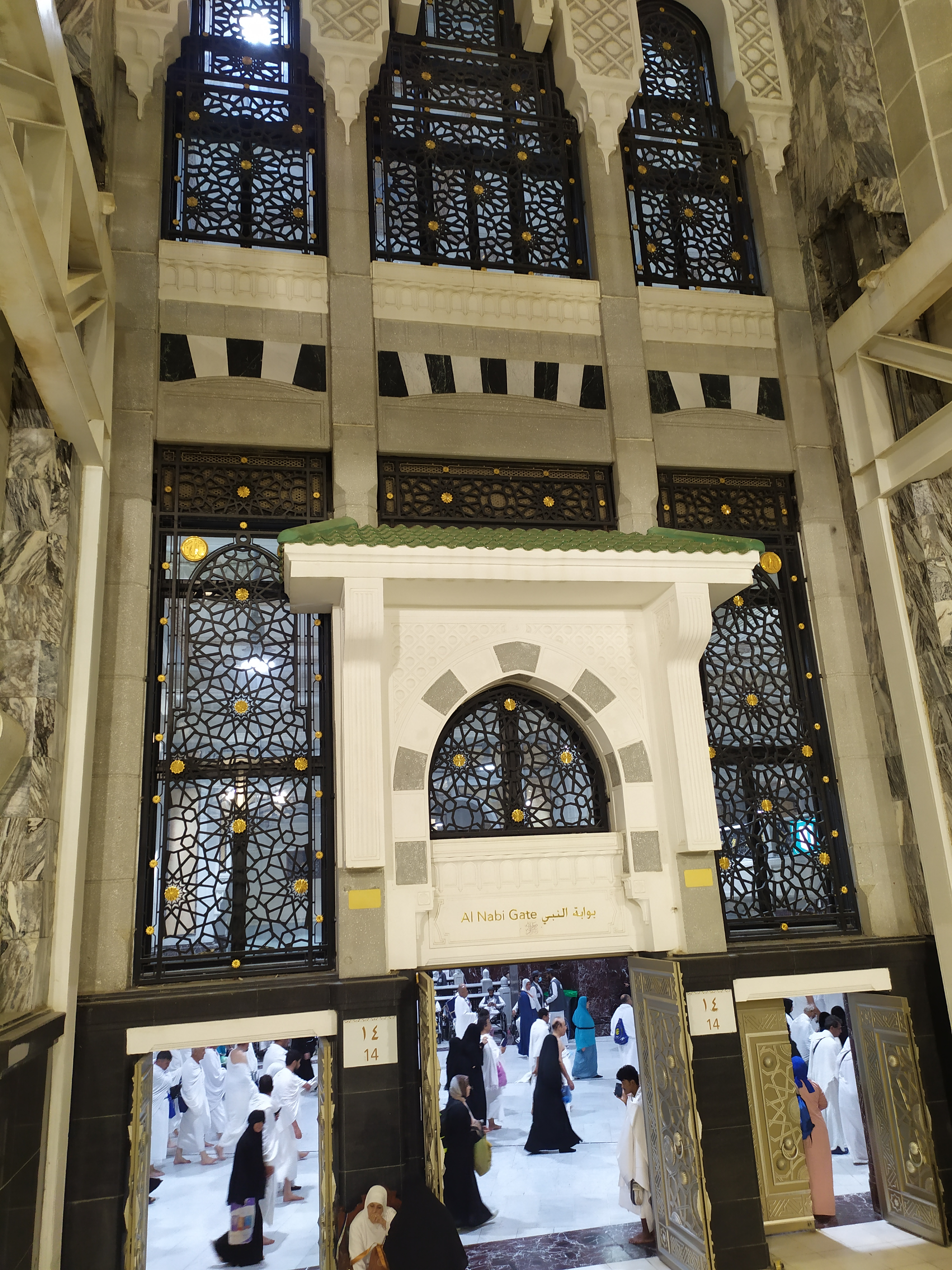
بوابة النبي في المسجد الحرام في مكة

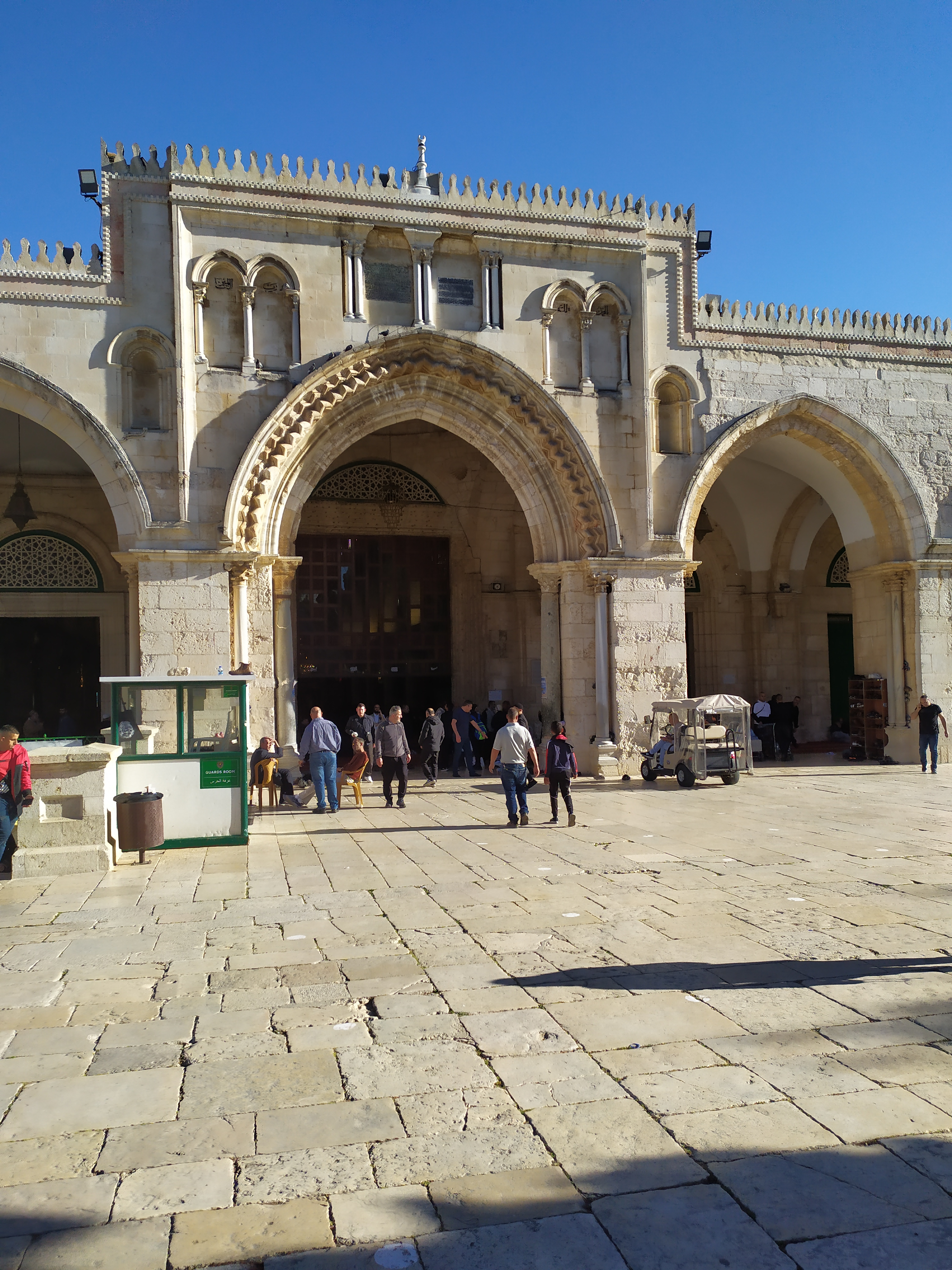
أبواب المسجد الأقصى في القدس

العمارة الإسلامية هي الخصائص البنائية التي استعملها المسلمون لتكون هوية لهم، وقد نشأت تلك العمارة بفضل المسلمين وذلك في المناطق التي وصلها كشبه جزيرة العرب والعراق ومصر وبلاد الشام والمغرب العربي وتركيا وإيران وخراسان وبلاد ما وراء النهر والسند بالإضافة إلى المناطق التي حكمها المسلمين لمدة طويلة مثل الأندلس (إسبانيا حاليا) والهند. وتأثرت خصائص العمارة الإسلامية وصفاتها كثيرًا بالدين الإسلامي والنهضة العلمية التي تبعته. وتختلف من منطقة لأخرى تبعا للطقس وللإرث المعماري والحضاري السابق في المنطقة، حيث ينتشر الصحن المفتوح في الشام والعراق والجزيرة العربية بينما اختفى في تركيا نتيجة للجو البارد وفي اليمن بسبب الإرث المعماري. وكذلك نرى تطور الشكل والوظيفة عبر الزمن وبتغير الظروف السياسية والمعيشية والثقافية للسكان.
تشمل العمارة الإسلامية الأنماط المعمارية للمباني المرتبطة بالإسلام، و والتي تشمل كلًا من الأساليب العلمانية والدينية منذ بداية تاريخ الإسلام وحتى يومنا هذا. يشمل العالم الإسلامي منطقة جغرافية واسعة تمتد تاريخياً من غرب أفريقيا وأوروبا إلى شرق آسيا، حيث أن هناك قواسم مشتركة معينة بين أنماط العمارة الإسلامية في جميع هذه المناطق، ولكن مع مرور الوقت، طوّرت مناطق مختلفة أساليبها الخاصة وفقًا للمواد والتقنيات المحلية، والسلالات المحلية والرعاة، والمراكز الإقليمية المختلفة للإنتاج الفني، وأحيانًا الانتماءات الدينية المختلفة.
تأثرت العمارة الإسلامية المبكرة بالعمارة الرومانية، والبيزنطية، والإيرانية، وبلاد ما بين النهرين، وجميع الأراضي الأخرى التي فتحتها الفتوحات الإسلامية المبكرة في القرنين السابع والثامن، وفيما بعد طورت خصائص مميزة في شكل المباني وفي زخرفة الأسطح بالخط الإسلامي، والأرابيسك، والزخارف الهندسية. تم اختراع عناصر معمارية جديدة مثل المآذن، والمقرنصات، والأقواس متعددة الفصوص، تشمل أنواع المباني الشائعة أو المهمة في العمارة الإسلامية المساجد، والمدارس، والمقابر، والحسينيات القصور، والحمامات العامة، والمساكن الصوفية مثل الخانقاه أو الزوايا، والنوافير، والسبل، والمباني التجارية مثل الخان والبازارات، والتحصينات العسكرية.

## عناصر العمارة الإسلامية
- الجامع.
- المئذنة.
- القبة.
- الصحن.
- حجرات أمهات المؤمنين.
- الإيوان.
- الخندق.
- الآبار.

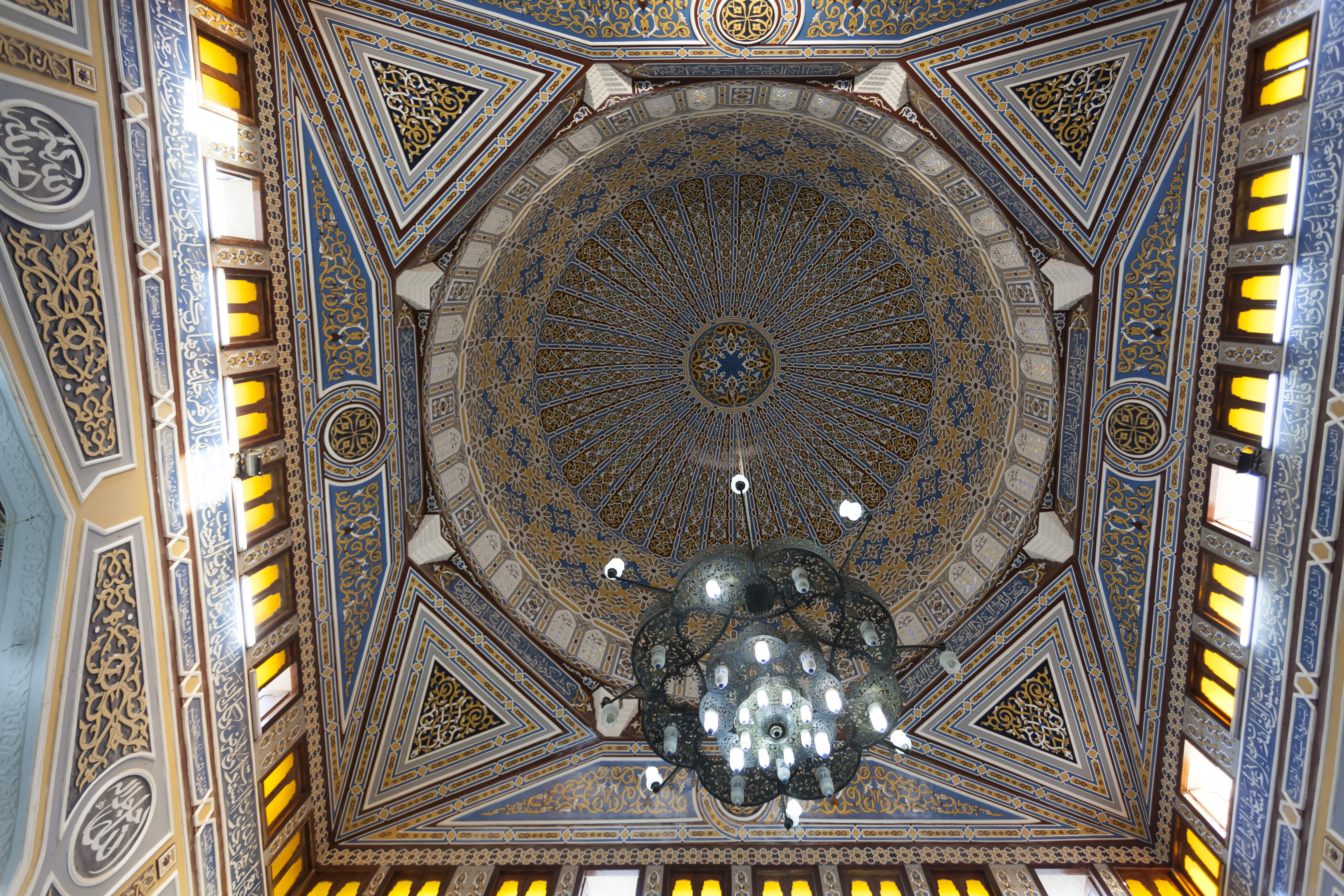
قبة مسجد الخارجة الكبير من الأسفل، مدينة الخارجة، مصر.

- العقود المدببة (أو العقود المخمسة نسبة لطريقة بنائها).

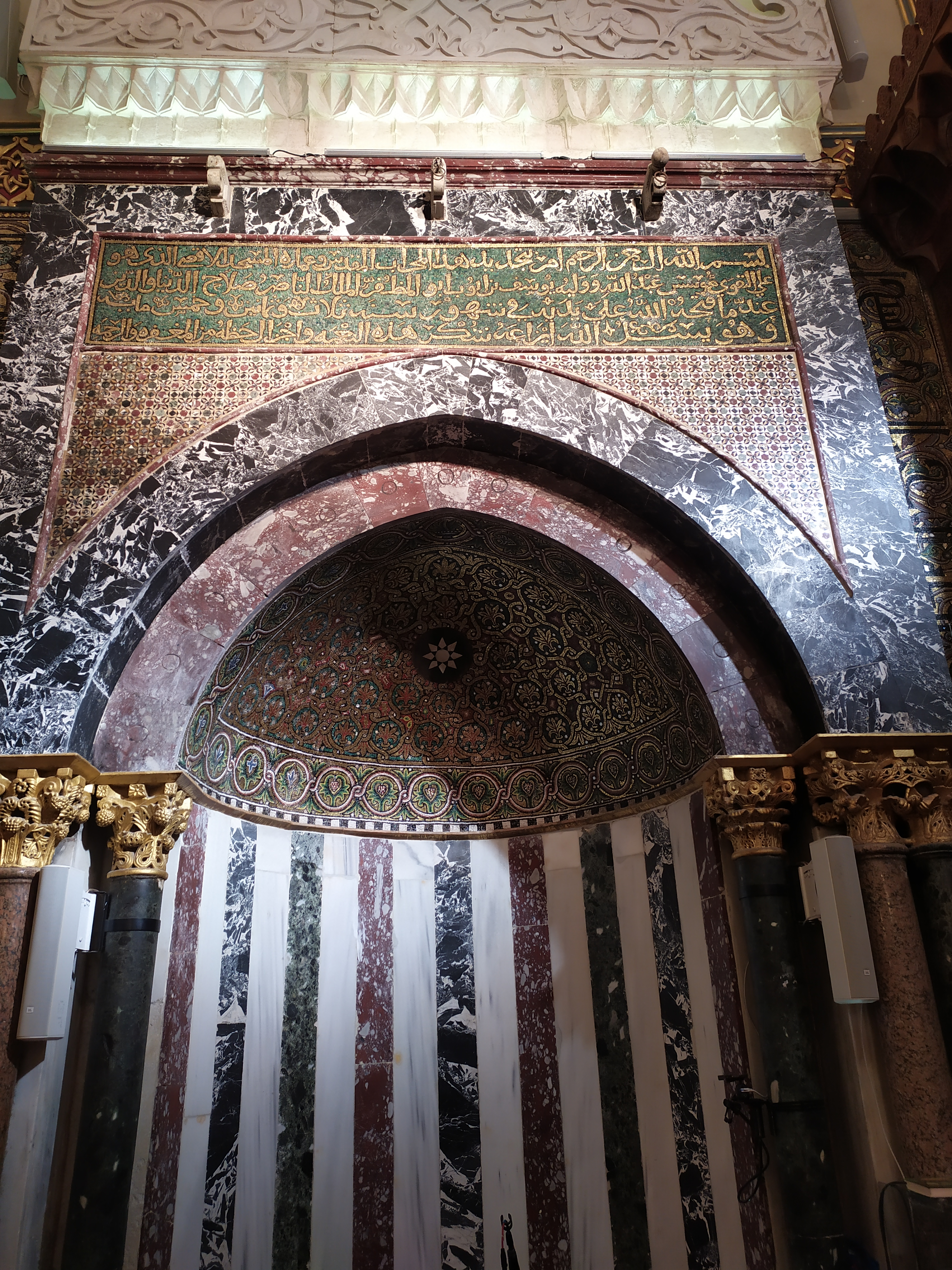
محراب الجامع القبلي في المسجد الأقصى

- محراب الجامع القبلي في المسجد الأقصىالمحراب.

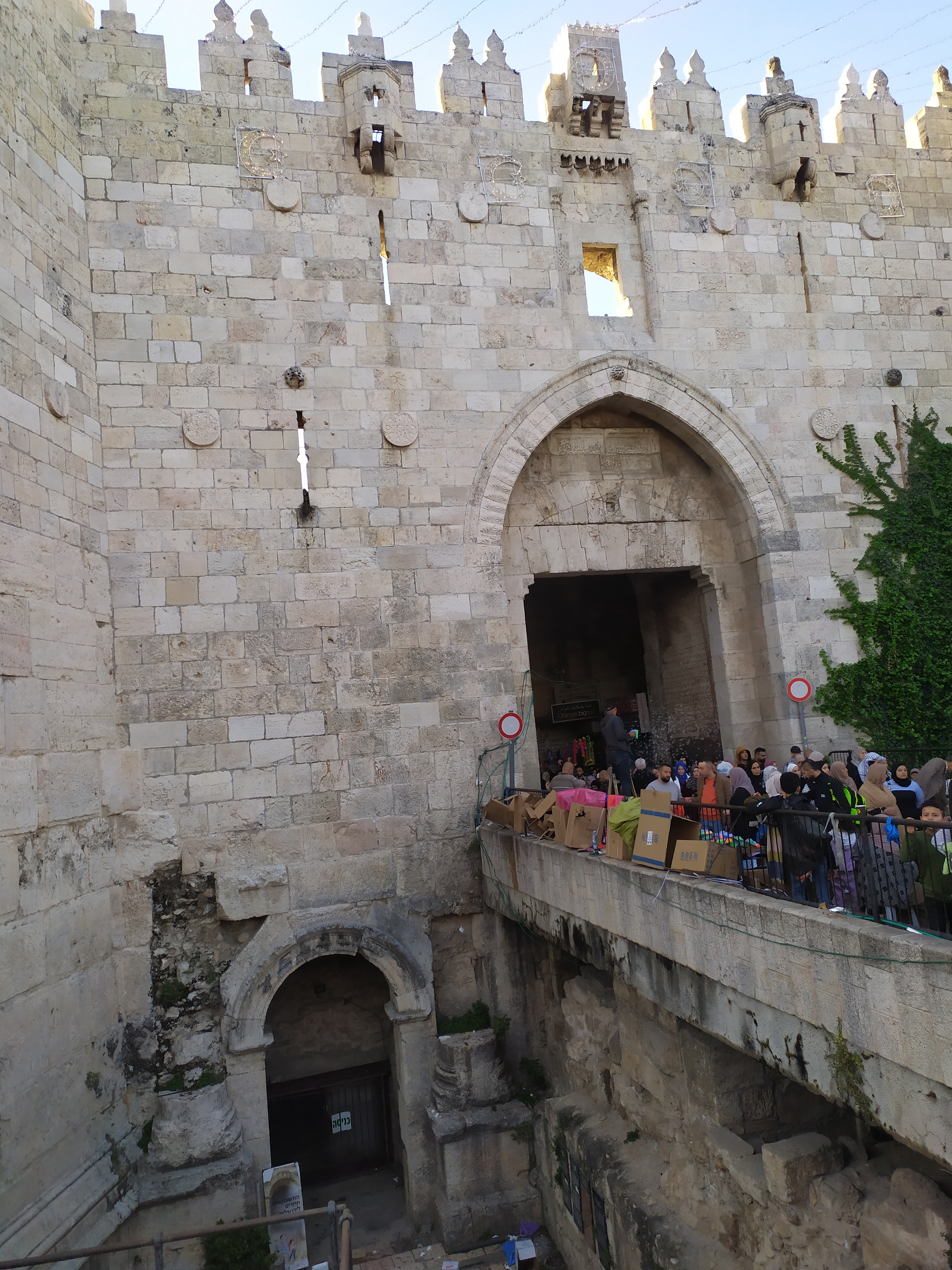
سور القدس، مدخل باب العامود التاريخي

- المشربية.
- الملاقف.
- السرداب.
- الدكة.
- سور القدس، مدخل باب العامود التاريخيالسور.
- القلعة.
- الحصن.
- مجرى العيون.
- البيت الإسلامي.
- الخان.
- القصر.
- الخانقاه.
- المسجد.
- المدرسة الإسلامية.
- الكتاب.
- المعهد.
- الزاوية.
- الخلوة.
- القرافة.
- الحمامات العامة.
- الكتاب.
- الأسبلة.
- القباب.
- الرباط.
- السدود.
- القناطر.
- المقاييس.
- المتاحف.
- المكتبات.
- البوابات.
- المضيفة.
- الحوش.
- المجمع.
- الدوار.
- المحبس.
- المارستان.
- المخبز.
- الساقية.
- الفرن.
- الطاحونة.
- المعطن.
- السرجة.
- الديوان.
- المربض.
- مقرنس.

## التاريخ

### صدر الإسلام
عند بداية ظهور الإسلام خصص النبي محمد (صًلى الله عليه وسلم) مبنا خاصا للتعبد وهو المسجد، وانتشرت المساجد في عهد النبي حتى شملت كل أجزاء الجزيرة العربية، وازداد انتشارها بفضل الفتوحات الإسلامية، وكانت العمارة مستمدة من فنون العمارة في العصر الجاهلي. بدأ العصر الإسلامي بتشكيل الإسلام تحت قيادة محمد (صًلى الله عليه وسلم)، في أوائل القرن السابع للجزيرة العربية، كان المسجد الأول عبارة عن هيكل بناه النبي (صًلى الله عليه وسلم) في المدينة المنورة عام 622، مباشرة بعد هجرته من مكة، وهو ما يتوافق مع موقع المسجد النبوي الحالي عادة ما يوصف بأنه منزله، ولكن ربما تم تصميمه ليكون بمثابة مركز مجتمعي منذ البداية، حيث تكون من فناء بسيط مبني من الطوب الخام، مع مخطط أرضي مستطيل، شبه مربع، تبلغ مساحته حوالي 53 × 56 مترًا، وكان يوجد رواق مظلل مدعوم بجذوع النخيل في الجانب الشمالي من الفناء، نحو اتجاه الصلاة القبلة التي كانت في البداية باتجاه القدس، وعندما تم تغيير القبلة باتجاه مكة عام 624، تمت إضافة رواق مماثل على الجانب الجنوبي المواجه لتلك المدينة. عاش محمد (صًلى الله عليه وسلم) وعائلته في غرف منفصلة ملحقة بالمسجد، ودُفن في إحدى هذه الغرف عند وفاته عام 632. خلال الفترة المتبقية من القرن السابع والقرن الثامن، تم توسيع المسجد بشكل متكرر ليشمل قاعة صلاة كبيرة ذات سقف مسطح مدعومة بأعمدة تسمى قاعة أعمدة مع فناء مركزي، وأصبح أحد النماذج الرئيسية للمساجد الأولى التي بنيت في أماكن أخرى. يتفق العلماء عمومًا وباستثناء المسجد النبوي، على أن الهندسة المعمارية في شبه الجزيرة العربية لم يكن لها سوى دور محدود في صياغة العمارة الإسلامية اللاحقة.
قبل بدء الفتوحات العربية الإسلامية في القرن السابع، كانت القوتان الرئيسيتان في الشرق الأوسط وعالم شرق البحر الأبيض المتوسط هما الإمبراطورية البيزنطية، والإمبراطورية الساسانية، وقامت هاتان الإمبراطوريتان بزراعة تقاليدهما المعمارية الرئيسية، الأراضي الحدودية بين هاتين الإمبراطوريتين في مناطق الصحراء والسهوب في سوريا، وفلسطين، وبلاد ما بين النهرين، وشمال شبه الجزيرة العربية، قامت باحتلالها دولتان قبليتان عربيتان عميلتان وهما اللخميون الذين كانوا عملاء للساسانيين، وكانت عاصمتهم في الحيرة في العراق الحالي، والغساسنة الذين كانوا عملاء للبيزنطيين وقاموا بحماية حدودهم الشرقية. كانت هاتان السلالتان العربيتان من رعاة العمارة البارزين في مناطقهم، حيث هندستهم المعمارية ليست مفهومة جيدًا، بسبب ندرة البقايا التي يمكن التعرف عليها اليوم، لكنهم استعاروا وقاموا بتكييف الهندسة المعمارية لسيادتهم البيزنطية والساسانية، وبعض مبانيهم معروفة من الآثار أو النصوص التاريخية، مثل قصور اللخميين في الخورنق والسدير في الحيرة، والكنيسة الغسانية ذات الزخارف الفسيفسائية في نيتل بالقرب من مادبا، وقاعة الجمهور الغساسنية المدمجة في المبنى اللاحق المسكن الريفي الأموي في الرصافة. من المحتمل أن الثقافة والعمارة عند اللخميين والغساسنة لعبت دورًا لاحقًا في نقل وتصفية التقاليد المعمارية للعالمين الساساني والبيزنطي الروماني إلى السلالات العربية الإسلامية اللاحقة التي أنشأت مراكزها السياسية في نفس المناطق.
عندما انتشرت الفتوحات العربية الإسلامية المبكرة من شبه الجزيرة العربية في القرن السابع، وتقدمت عبر الشرق الأوسط وشمال أفريقيا، تم إنشاء مدن حامية جديدة في الأراضي المفتوحة، مثل الفسطاط في مصر، والكوفة في العراق الحال،. وتم بناء المساجد الجماعية المركزية في هذه المدن على شكل أعمدة، وفي مدن أخرى وخاصة في سوريا، تم إنشاء مساجد جديدة عن طريق تحويل أو احتلال أجزاء من الكنائس الموجودة في المدن القائمة، كما هو الحال في دمشق وحماة على سبيل المثال لم يكن لهذه المساجد المبكرة مآذن على الرغم من أنه ربما تم بناء ملاجئ صغيرة على الأسطح لحماية المؤذن أثناء إصدار الأذان.

### العهد الأموي

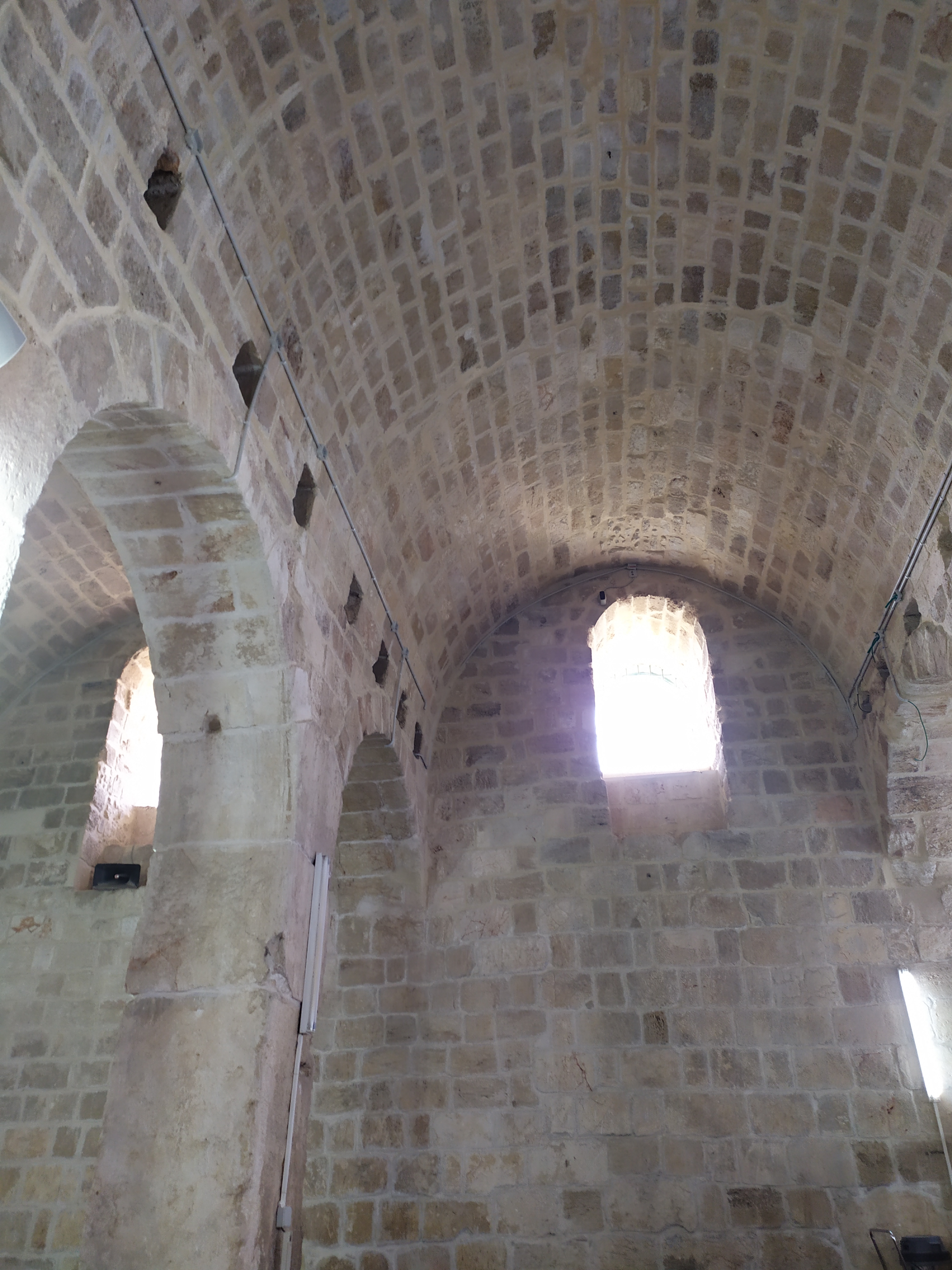
المصلى المرواني في المسجد الأقصى في القدس

اتخذ بنو أمية مدينة دمشق عاصمة للعالم الإسلامي، ودمجوا ما لديهم من فنون العصر الجاهلي في الجزيرة العربية مع فنون البناء للغساسنة، فكثيرًا ما نجد اختلاف في نسبة المباني إما للأمويين أو للغساسنة، وكانت آثار الغساسنة بدورها متأثرة بالعمارة البيزنطية والساسانية، فالطراز الأموي يمثل مرحلة انتقالية من الفنون المسيحية في الشرق الأدنى إلى الطراز العباسي. في هذا العصر نرى تطورًا كبيرًا في طرق البناء فقد، ابتكر الأمويون فنون في اشادة الأبنية والقصور والمساجد، استفادت منها الحضارات اللاحقة التي اخذت من طراز البناء الأموي ونقلت عنه، فنجد العقود واستخدام الجمالونات الخشبية المجملة على أكتاف من الحجر، كانت الفتحات في الغالب مستطيلة ويتم تحميل الحائط من فوقها عن طريق توزيع الأحمال على عقد نصف دائري، ودخل استخدام المرمر في الأرضيات.
جمعت الخلافة الأموية التي امتدت بين الأعوام 661 و750، بين عناصر العمارة البيزنطية والعمارة الساسانية، لكن العمارة الأموية قدمت مجموعات جديدة من هذه الأساليب، وتم إعادة استخدام عناصر من الفن الروماني والبيزنطي الكلاسيكي التي لا تزال واضحة على نطاق واسع لأن السلطة السياسية والرعاية كانت متمركزة في سوريا، وهي مقاطعة رومانية بيزنطية سابقة، ويبدو أيضًا أن بعض المباني الغسانية السابقة قد أعيد استخدامها وتعديلها خلال هذه الفترة، ومع ذلك، فقد حدث قدر كبير من التجارب عندما قام الرعاة الأمويون بتجنيد الحرفيين من جميع أنحاء الإمبراطورية، وتم السماح للمهندسين المعماريين أو تشجيعهم على مزج عناصر من التقاليد الفنية المختلفة وتجاهل التقاليد والقيود التقليدية، ونتيجة لذلك تتميز العمارة الأموية بمدى وتنوع الزخارف، بما في ذلك الفسيفساء والرسم على الجدران والنحت والنقوش المنحوتة، في حين كانت المشاهد التصويرية موجودة بشكل ملحوظ في آثار مثل قصر عمرة، أصبحت الزخارف غير التصويرية والمشاهد الأكثر تجريدية مفضلة للغاية خاصة في العمارة الدينية، وهكذا لعب العصر الأموي دوراً حاسماً في تحويل وإثراء التقاليد المعمارية القائمة خلال تشكيل الثقافة البصرية للمجتمع الإسلامي المبكر.

الأمويون هم أول من أضاف المحراب إلى تصميم المسجد، وهو محراب مقعر في جدار القبلة للمسجد، يقال أن المحراب الأول ظهر في المسجد النبوي بالمدينة المنورة عندما أعاد الوليد الأول بناؤه عام 707، ويبدو أنه كان يمثل المكان الذي وقف فيه النبي أثناء الصلاة، وأصبح هذا تقريبًا سمة قياسية لجميع المساجد. العديد من المعالم الرئيسية المبكرة للعمارة الإسلامية التي بنيت في عهد الأمويين والتي تشمل قبة الصخرة في القدس التي بناها الخليفة عبد الملك، وجامع بني أمية الكبير الذي بناه الوليد الأول، والمسجد الأقصى الموجود أيضًا في القدس، أعيد بناؤه أيضًا على يد الوليد الأول، ليحل محل هيكل بسيط سابق تم بناؤه عام 670، كما أن عددًا من القصور من هذه الفترة قد نجت جزئيًا أو تم التنقيب فيها في العصر الحديث، ويظهر القوس المتجاوز لأول مرة في العمارة الأموية، ليتطور فيما بعد إلى شكله الأكثر تقدما في الأندلس شبه الجزيرة الأيبيرية.

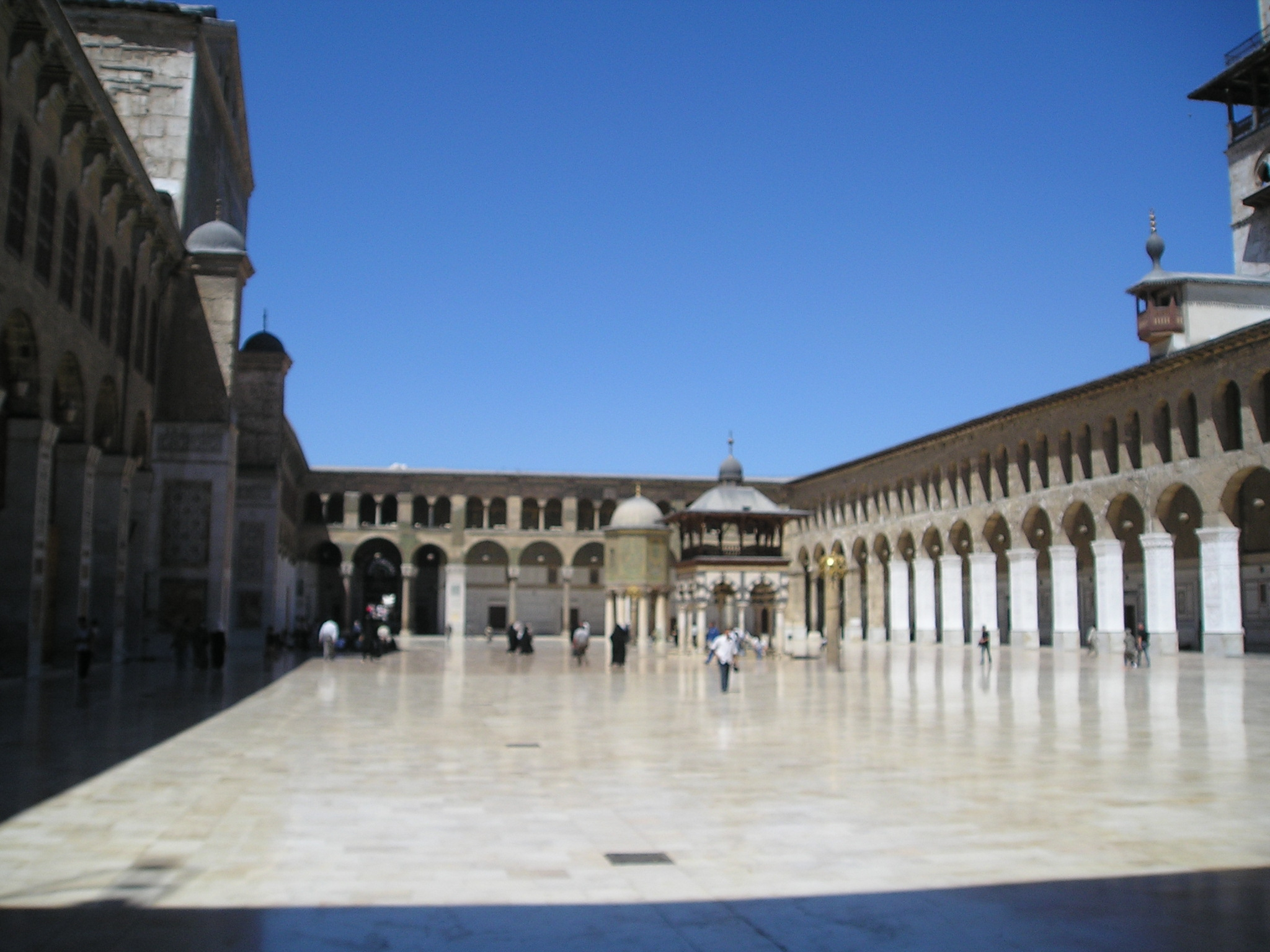
المسجد الأموي الكبير

#### المسجد الأموي الكبير
الجامع الأموي بدمشق درة الأبنية الإسلامية من العصر الأموي، تم تحويله من معبد قديم إلى جامع إسلامي تخطيطه مستطيل وله قبة مهيبة تسمى قبة النسر وثلاثة مآذن، في جانب القبلة توجد عدة أروقة مسقوفة يتوسطها القبة، وفي الجانب المقابل لها يو جد رواق ممتد على صف من الأعمدة التاريخية ويوجد بالمسجد صحن مستطيل مكشوف تتوسطه بحرة وبناء سداسي الشكل مزخرف قائم على أعمدة ويحفل الجامع بفنون العمارة الإسلامية.

#### العمارة السكنية في العصر الأموي
من أبرز الأمثلة على العمارة السكنية في هذا العصر قصر الحير الغربي في بادية الشام وسط سوريا، له بوابة وأبراج ذات طراز مميز، وكذلك مدينة الرصافة التي تسمى رصافة هشام نسبة لهشام بن عبد الملك والتي تعد نموذج رائع من فن العمارة الأموية، وقصر المشتى بجنوب عمان وينسب للحاكم الأموي الوليد بن عبد الملك وهو مستطيل التخطيط محاط بأبراج نصف دائرية ويوجد به من الداخل أفنية للتهوية بدلا من النوافذ على الخارج وذلك لضمان الخصوصية والأمان، وكذلك من فنون البناء في العصر الأموي أيضا قصر عمرة والذي دخل في بنائه العقود الكبيرة.

#### المساجد
في المساجد ذات الأعمدة، أدخل الأمويون تقليد جعل الصحن أو الممر أمام المحراب أوسع من الآخرين، وتقسيم غرفة الصلاة على طول محورها المركزي، وكان هذا الابتكار مستوحى من تصميم الكنائس المسيحية الموجودة في المنطقة، يتميز كل من المسجد الأقصى والجامع الكبير بدمشق بقاعة أعمدة مصمممة بهذه الطريقة، مع قبة فوق المساحة الموجودة أمام المحراب، وكلاهما كان لهما تأثير في تصميم المساجد اللاحقة في أماكن أخرى، تتميز قبة الصخرة والمسجد الأموي أيضًا ببرنامجهما الواسع من زخارف الفسيفساء التي اعتمدت على الزخارف العتيقة المتأخرة والحرفية، ومع ذلك، فقد تراجعت زخرفة الفسيفساء في نهاية المطاف عن الموضة في العمارة الإسلامية. تتميز قبة الصخرة بمخطط طابقي مركزي ذو تصميم مثمن، والذي كان على الأرجح على غرار الإستشهاد البيزنطي السابق في المنطقة والذي كان له شكل مماثل، مثل كنيسة كرسي مريم، على الرغم من الأهمية الدينية والتاريخية لقبة الصخرة، إلا أن تصميمها لم يكن في كثير من الأحيان بمثابة نموذج للآثار الإسلامية الكبرى بعده.

### العهد العباسي
من العمارة في هذا العصر نجد مسجد سامراء من أكثر المباني المميزة في هذا العصر له منارة كبيرة تعلوه وتشبه بشكلا كبير الزيجورات الأشورية. بدأ أيضا في هذا العصر النظر إلى تخطيط المدينة عمومًا بدلًا من النظر لكل مبنى على حدا، وفي مدينة بغداد خير مثال على هذا، فنجد انها خططت تخطيطا دائريا حتى سميت بالمدينة المدورة وتحتوي على أربعة مداخل منها باب خرسان وباب البصرة وباب الكوفة.

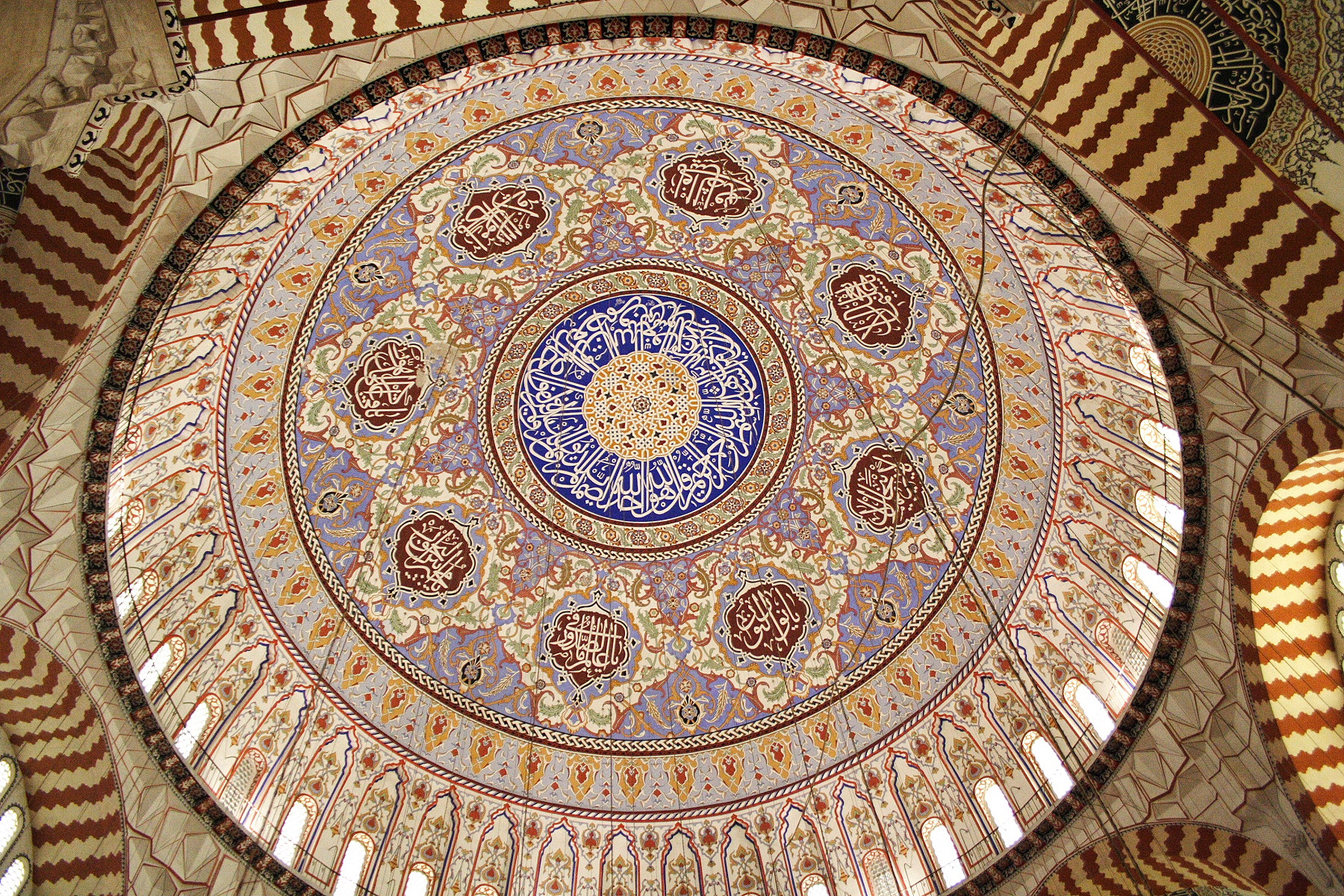
قبة جامع السلطان سليم في أدرنة، تركيا.

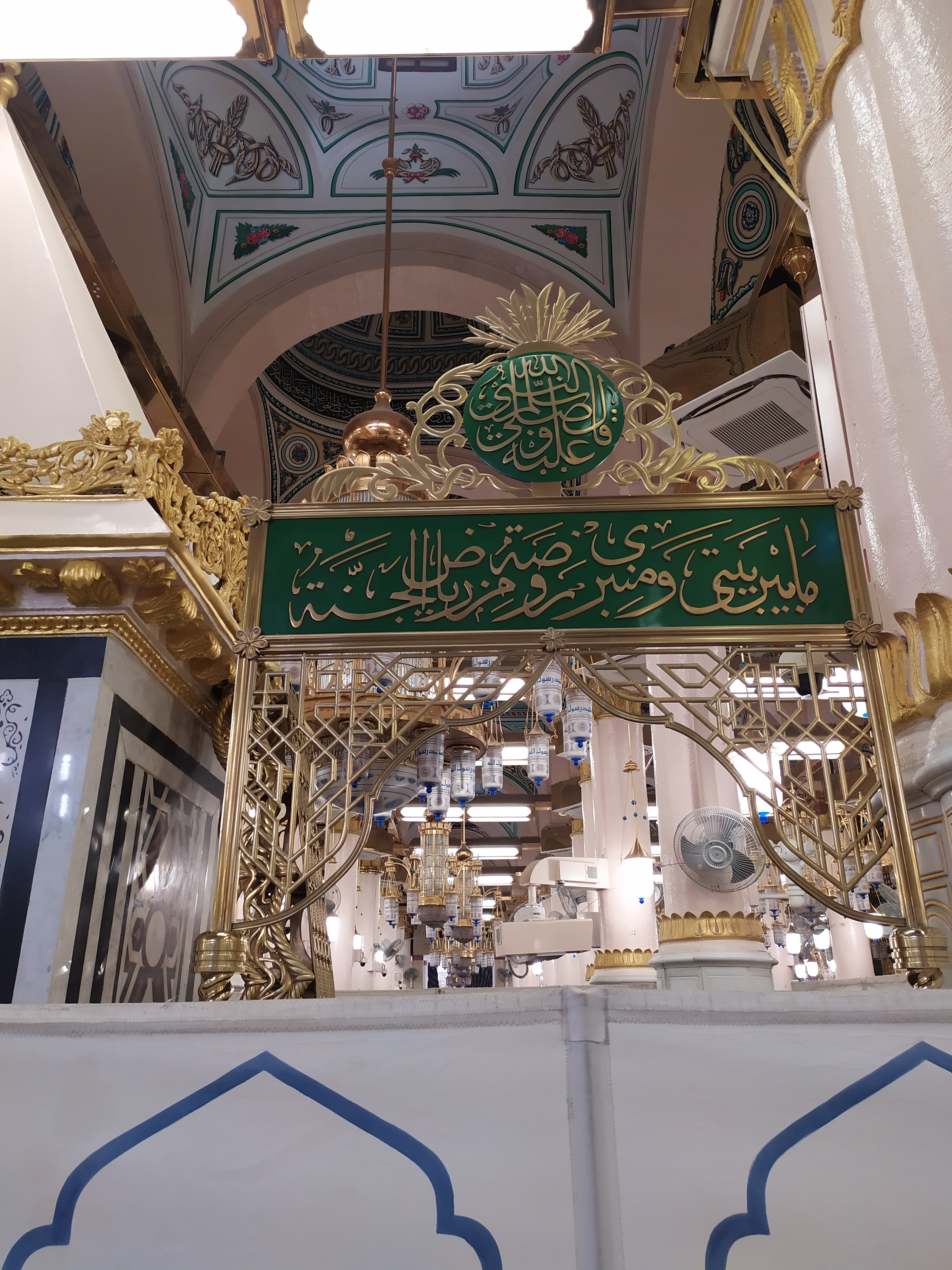
المسجد النبوي من الداخل

جاء أحمد بن طولون إلى مصر في عام 254هـ وعُين واليًا على مصر من قبل العباسيين عام 259 هـ وقام بنقل عمارة العباسيين في العراق إلى مصر فهو الجامع الذي سمي باسمه والذي يعد فريدا من نوعه بمئذنته الشهيرة، وله سلم خارجي أيضا أما الثالث والرابع فهما قمة المئذنة وبهما فتحات مستطيلة الشكل. أما تخطيط المسجد فهو يميل إلى الاستطالة ويحتوي على الصحن التقليدي وعلى جوانب الصحن توجد أروقة للصلاة مسقفة، ويحتوي جانب القبلة على العدد الأكبر منها، والعقود في هذا المسجد من الداخل من العقود المدببة المحمولة على بدنات الأعمدة أو أكتاف مستطيلة المقطع، وكان السقف عبارة عن كمرات خشبية مشغولة بالزخارف والآيات القرآنية.
تأثرت العمارة العباسية في الخلافة العباسية بين الأعوام 750 و1513 بشكل خاص بالعمارة الساسانية، والتي بدورها تضمنت عناصر موجودة منذ بلاد ما بين النهرين القديم،. كما لوحظت تأثيرات أخرى مثل العمارة الصغدية القديمة في آسيا الوسطى، وكان هذا جزئيًا نتيجة لتحول المركز السياسي للخلافة شرقًا إلى العاصمة الجديدة بغداد، في العراق الحالي، كما بنى العباسيون عواصم أخرى مثل سامراء في القرن التاسع، والتي أصبحت الآن موقعًا أثريًا رئيسيًا قدم العديد من الأفكار حول تطور الفن والعمارة الإسلامية خلال هذا الوقت، وخلال السنوات الذهبية للخلافة العباسية في القرنين الثامن والتاسع سمحت قوتها العظيمة ووحدتها للأزياء والابتكارات المعمارية بالانتشار بسرعة إلى مناطق أخرى من العالم الإسلامي تحت نفوذها.
وقد استمرت ميزات أواخر العصر الأموي مثل القبو والجص المنحوت وزخارف الجدران المطلية، وتم تطويرها في العصر العباسي. القوس ذو الأربعة مراكز وهو شكل أكثر تطورًا من القوس المدبب، تم إثباته لأول مرة خلال العصر العباسي في المعالم الأثرية في سامراء مثل قصر العاشق، وأصبح يستخدم على نطاق واسع في بعض المناطق في فترات لاحقة، كما شهدت سامراء ظهور أنماط زخرفية جديدة، لا سيما في الجص، مما حول الزخارف النباتية السابقة للتقاليد العتيقة المتأخرة إلى أشكال أكثر تجريدًا ومنمقة، كما يتجلى في ما يسمى بالأسلوب المشطوف، وسرعان ما انتشرت هذه التقنيات الزخرفية إلى مناطق أخرى حيث لعبت الزخارف الجصية دورًا بارزًا.
اتبعت جميع المساجد العباسية مخطط الفناء بقاعات الأعمدة، وأقدمها هو المسجد الذي بناه الخليفة المنصور في بغداد . يبلغ حجم الجامع الكبير في سامراء الذي بناه المتوكل 256 × 139 مترًا ما يعادل 840 × 456 قدمًا، وكان له سقف خشبي مسطح مدعوم بأعمدة، ومزخرف بألواح رخامية وفسيفساء زجاجية، وكانت قاعة الصلاة في مسجد أبي دولاف في سامراء تحتوي على أروقة مبنية على دعامات مستطيلة من الطوب، تمتد بزوايا قائمة على جدار القبلة، يحتوي كلا مسجدي سامراء على مآذن حلزونية، وهي الأمثلة الوحيدة في العراق، كان مسجد بلخ في ما يعرف الآن بأفغانستان تبلغ مساحته حوالي 20 × 20 مترًا ما يعادل 66 × 66 قدمًا مربعًا، مع ثلاثة صفوف من ثلاثة خلجان مربعة، تدعم تسعة قباب. في حين أن أصول المئذنة غير مؤكدة، فمن المعتقد أن المآذن الحقيقية الأولى ظهرت في هذه الفترة، كان للعديد من المساجد العباسية التي بنيت في أوائل القرن التاسع أبراج مآذن تقع في الأطراف الشمالية للمبنى مقابل المحراب المركزي، ومن أشهرها المئذنة الملوية وهي برج قائم بذاته ذو شكل حلزوني بني لصالح الجامع الكبير في سامراء.

### الأنماط الإقليمية المبكرة
بعد الإطاحة بالخلافة الأموية عام 750 على يد العباسيين، نجح فرع جديد من الدولة الأموية في السيطرة على الأندلس عام 756، وأنشأ إمارة قرطبة ووصلت إلى أوج قوتها في عهد خلافة قرطبة في السلطنة في القرن العاشر، يمثل المسجد الكبير في قرطبة، الذي بني في الفترة 785 و786، أقدم نصب تذكاري كبير للعمارة المغاربية في شبه الجزيرة الأيبيرية الأندلس.،هذا النمط من العمارة الذي تم تأسيسه في الأندلس كان أيضًا مشتركًا إلى حد كبير مع الهندسة المعمارية في غرب شمال إفريقيا المغرب العربي، والتي ظهرت منها أيضًا إمبراطوريات لاحقة في المنطقة وساهمت في تطورها الفني، اشتهر الجامع الكبير الأصلي في قرطبة بقاعة الأعمدة الفريدة من نوعها والتي تحتوي على صفوف من الأقواس ذات الطبقتين والملونتين، والتي تكررت وصيانتها في التوسعات اللاحقة للمبنى، تم توسيع المسجد عدة مرات حيث قدمت توسعة الحكم الثاني في الأعوام 961 و976 ابتكارات جمالية مهمة مثل الأقواس المتشابكة والقباب المضلعة، والتي تم تقليدها وتوضيحها في الآثار اللاحقة في المنطقة. كما أدى بناء مدينة الزهراء العاصمة الجديدة ومدينة القصر الأثرية في القرن العاشر، إلى إنشاء مجمع مهم من العمارة الملكية والمحسوبية، تُظهر الآثار الصغيرة مثل مسجد باب المردوم في طليطلة، والمآذن المضافة إلى مسجدي القرويين والأندلسيين في فاس المغرب الحالي انتشار نفس العناصر الأسلوبية في جميع أنحاء المنطقة. أصبحت الخلافة العباسية مجزأة جزئيًا إلى دول إقليمية في القرن التاسع والتي كانت خاضعة رسميًا للخلفاء في بغداد ولكنها كانت مستقلة بحكم الأمر الواقع. كان الأغالبة في إفريقية تونس الحديثة تقريبًا رعاة بارزين للهندسة المعمارية، وكانوا مسؤولين عن إعادة بناء كل من المسجد الكبير في القيروان الذي أسسه في الأصل عقبة بن نافع عام 670، ومسجد الزيتونة في تونس في الكثير من أشكالهما الحالية وكذلك لبناء العديد من الهياكل الأخرى في المنطقة.
في مصر أسس أحمد بن طولون سلالة الطولونيون، وبنى لنفسه عاصمة جديدة القطاعي ومسجدًا جامعًا جديدًا يعرف باسم مسجد ابن طولون، والذي تم الانتهاء منه عام 879. حيث أنه تأثربالعمارة العباسية في سامراء، ويظل أحد أبرز الأمثلة المحفوظة للهندسة المعمارية في القرن التاسع من الخلافة العباسية. في إيران وآسيا الوسطى، كان هناك عدد من السلالات المحلية والإقليمية الأخرى التي سيطرت على البلاد قبل وصول السلاجقة في القرن الحادي عشر، وبحلول القرن العاشر كان وسط إيران ومعقل العباسيين في العراق تحت الحكم الفعلي لسلالة البويهيين، وكان شمال إيران يحكمه الباونديون والزياريون، والمناطق الشمالية الشرقية من خراسان وما وراء النهر كان يحكمها السامانيون. في هذه الفترة تقريبًا ظهرت لأول مرة العديد من السمات المميزة للعمارة الإيرانية وآسيا الوسطى اللاحقة، بما في ذلك استخدام الطوب المحروق لكل من البناء والديكور، واستخدام البلاط المزجج لتزيين الأسطح، وتطوير المقرنصات من الحنيات، استمر بناء المساجد ذات الأعمدة وهناك أيضًا أدلة على وجود مساجد ذات قباب متعددة، على الرغم من تعديل معظمها أو إعادة بنائها في العصور اللاحقة. يحتوي مسجد جامع ناعين وهو أحد أقدم المساجد الجماعية الباقية في إيران، على البعض من أفضل الميزات المحفوظة من هذه الفترة، بما في ذلك الطوب المزخرف والنقوش الكوفية والزخارف الجصية الغنية التي تتميز بلفائف الكرمة وأوراق الأقنثة المستمدة من الأنماط السابقة لسامراء. هناك اتجاه معماري مهم آخر نشأ في القرنين العاشر والحادي عشر وهو تطوير الأضرحة، التي اتخذت أشكالًا ضخمة لأول مرة، كان أحد أنواع الأضرحة هو برج القبر، مثل غونباد قابوس، بينما كان النوع الرئيسي الآخر هو المربع المقبب، مثل قبر السامانيين في بخارى.
في إيران وآسيا الوسطى، سيطر عدد من السلالات المحلية والإقليمية الأخرى قبل وصول السلاجقة في القرن الحادي عشر، بحلول القرن العاشر، كان وسط إيران ومعقل العباسيين في العراق تحت الحكم الفعلي لسلالة البويهيين، وكان شمال إيران يحكمه الباونديون والزياريون، والمناطق الشمالية الشرقية من خراسان وما وراء النهر كان يحكمها السامانيون، في هذه الفترة تقريبًا ظهرت لأول مرة العديد من السمات المميزة للعمارة الإيرانية وآسيا الوسطى اللاحقة، بما في ذلك استخدام الطوب المحروق لكل من البناء والديكور، واستخدام البلاط المزجج لتزيين الأسطح، وتطوير المقرنصات من الحنيات، استمر بناء المساجد ذات الأعمدة، وهناك أيضًا أدلة على وجود مساجد ذات قباب متعددة، على الرغم من تعديل معظمها أو إعادة بنائها في العصور اللاحقة. يحتوي مسجد جامع ناعين، وهو أحد أقدم المساجد الجماعية الباقية في إيران، على بعض من أفضل الميزات المحفوظة من هذه الفترة، بما في ذلك الطوب المزخرف والنقوش الكوفية والزخارف الجصية الغنية، التي تتميز بلفائف الكرمة وأوراق الأقنثة المستمدة من الأنماط السابقة لسامراء، هناك اتجاه معماري مهم آخر نشأ في القرنين العاشر والحادي عشر وهو تطوير الأضرحة، التي اتخذت أشكالًا ضخمة لأول مرة، كان أحد أنواع الأضرحة هو برج القبر، مثل جندباد قابوس في الأعوام 1006 و1007، بينما كان النوع الرئيسي الآخر هو المربع المقبب، مثل قبر السامانيين في بخارى قبل 943.
في القرن العاشر، صعدت الخلافة الفاطمية إلى السلطة في إفريقيا، حيث قامت ببناء عاصمة محصنة جديدة في المهدية. وفي عام 970 نقل الفاطميون مركز قوتهم إلى مصر وأسسوا عاصمة أخرى في القاهرة، اتبعت العمارة الفاطمية في مصر التقنيات الطولونية واستخدمت مواد مماثلة، ولكنها طورت أيضًا ميزاتها الخاصة، كان أول مسجد جماعي فاطمي في القاهرة هو الجامع الأزهر، الذي تأسس في نفس وقت إنشاء المدينة عام 970، والذي أصبح المركز الروحي للفرع الشيعي الإسماعيلي من الإسلام. تشمل المعالم البارزة الأخرى مسجد الحاكم الكبير الذي تأسس عام 990 في عهد العزيز لكنه اكتمل حوالي عام 1013 في عهد الحاكم، ومسجد الأقمر الصغير عام 1125 بواجهة شارعه المزخرفة بشكل غني، وقبة مسجد السيدة رقية عام 1133 مشهورة بمحرابها المصنوع من الجص المنحوت بشكل متقن، في عهد الوزير القوي بدر الجمالي الذي حكم من 1073 إلى 1094، أعيد بناء أسوار المدينة بالحجر إلى جانب العديد من البوابات الأثرية، والتي بقيت ثلاثة منها حتى يومنا هذا، باب الفتوح، وباب النصر، وباب زويلة.

#### العمارة الإسلامية في الصومال
أدى دخول الإسلام بطريقة سلمية في القرون الوسطى في وقت مبكر من تاريخ الصومال إلى التأثر بـ المعمار الإسلامي من شبه الجزيرة العربية وبلاد فارس، الأمر الذي حفز على التحول في مواد البناء إلى حجر المرجان والطوب المجففة بالشمس، والاستخدام واسع النطاق للحجر الجيري في العمارة الصومالية. وقد بنيت العديد من التصاميم المعمارية الجديدة مثل المساجد على أنقاض الهياكل القديمة، وهي ممارسة من شأنها أن تستمر مرارا وتكرارا على مر القرون التالية. متطابقة مع وجود الإسلام القديم في منطقة القرن الأفريقي، المساجد في الصومال تعد من أقدم المساجد على مستوى القارة بأكملها. وكانت ميزة معمارية المآذن وحدها التي جعلت من المساجد الصومالية متميزة عن المساجد الأخرى في أفريقيا.
لعدة قرون كان مسجد أربع ركن (الأركان الأربعة) ( 1269 )، و المسجد الجامع في مركا ( 1609 ) و مسجد فخر الدين زنكي ( 1269 )، في الواقع، المساجد الوحيدة في شرق أفريقيا التي لديها مآذن. مسجد فخر الدين زنكي يعود تاريخه إلى العصر الذهبي، وقد بنيت جدرانه من الرخام والحجر المرجاني ويتضمن خطة مستطيلة التعاقد مع محور المحراب على شكل قبة. واستخدم البلاط المزجج أيضا في زخرفة المحراب، واحد منها يحمل نقيشة مؤرخة بالقرن 13, والجامع يتشكل من قاعدة مستطيلة مع برج اسطواني كبير مكونا معمارا فريدا في العالم الإسلامي.
وتطورت أضرحة تكريم آباء وأمهات الصوماليين (ممن اعتبروا أولياء) من عادات الدفن الصومالية القديمة. في جنوب الصومال كانت عمارة الضريح في القرون الوسطى تفضل نمط القبر العمودي بينما في الشمال تتكون الأضرحة في الغالب من قباب وخطط مربعة.

## سمات العمارة الإسلامية

### الفناء
الفناء أو الصحن هوالمساحة الرسمية الموجودة في كل مسجد تقريبًا في العمارة الإسلامية. الأفنية مفتوحة على السماء ومحاطة من كل جانب بهياكل تحتوي على قاعات وغرف، وغالباً ما تكون عبارة عن رواق مظلل شبه مفتوح. يتم استخدام فناء المسجد للوضوء وكفناء للراحة أو التجمع. يتميز الصحن عادةً ببركة سباحة مركزية أو نافورة للمساعدة في الوضوء، وأحيانًا تكون محمية تحت جناح مفتوح مقبب، تاريخيًا وبسبب مناخ البحر الأبيض المتوسط والشرق الأوسط الدافئ، كان الفناء أيضًا بمثابة لاستيعاب أعداد أكبر من المصلين أثناء صلاة الجمعة.

### قاعة الأعمدة
هي القاعة المفتوحة المدعومة بأعمدة، مشتقة من التقاليد المعمارية لقاعات التجمع الفارسية أبادانا في الفترة الأخمينية. نشأ هذا النوع من المباني من البازيليكا ذات الطراز الروماني مع فناء مجاور محاط بالأعمدة، مثل منتدى تراجان في روما

## دراسة
الباحث العلمي بيتر ج لو، في دراسة نشرت في مجلة "ساينس"، حلل انماط الزينة للعمارة الإسلامية في 1300 واكتشف نموذج معقد عُمل ابتدا من البلاط المضلع ومن النجوم التي تُسمى جيرة (girih).رسم متطور ودقيق للغاية الذي في الغرب اكتشف لأول مرة في عام 1970 بفضل حدس الفيزيائي وعالم الرياضيات البريطاني روجر بنروز. في الواقع وراء ما يبدو حتى الآن من قدرة المدرسة الحرفيه المتطوره كان يخفى معادلات رياضية التي في الغرب فُهمت بعد 500 سنة، ابتداء من عام 1970.